# 维尔日妮·勒杜瓦扬

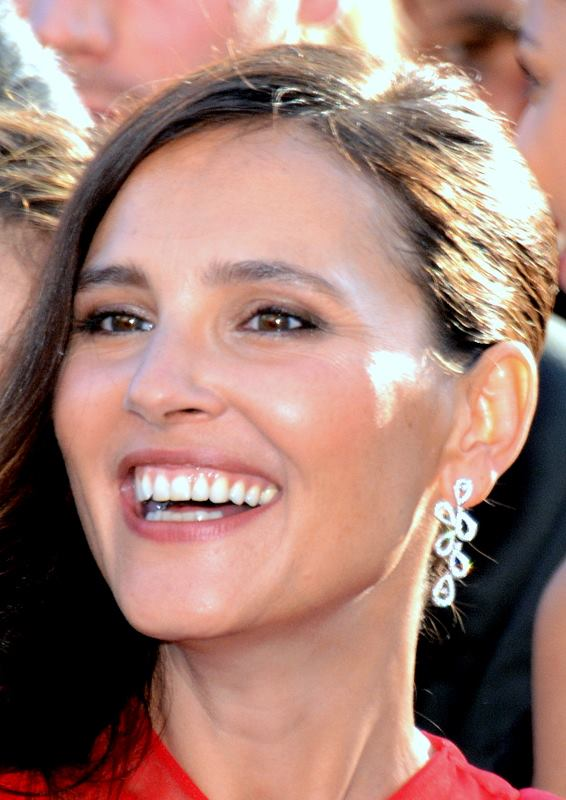
攝於2015年

维尔日妮·勒杜瓦扬（法語：Virginie Ledoyen，1976年11月15日—），法国女演员。曾获得欧洲电影奖最佳女演员。

## 外部連結
- 维尔日妮·勒杜瓦扬在互联网电影资料库（IMDb）上的資料（英文）
- 维尔日妮·勒杜瓦扬於模特兒目錄（Fashion Model Directory）的相關資料
- 在AllMovie上维尔日妮·勒杜瓦扬的頁面（英文）